# 大崎勝長
服部勝長/大崎勝長（はっとり かつなが/おおさき かつなが、生年不詳 - 慶長19年〈1614年〉）は、安土桃山時代から江戸時代初期にかけての武将。
父は服部一忠、母はお仙?（尾張の城下の饅頭屋の娘）説。

## 生涯
戦国の世を生きた父の服部一忠は豊臣秀次に仕えるが、1595年の秀次事件に連座し一忠は処刑となった。父の死後に勝長は、同じく秀次事件に連座した木村重茲の元家臣の大崎長行の養子となり、その後前田利家に仕えた。文禄・慶長の役で加藤清正隊に服属され、活躍した。
慶長4年（1600年）関ヶ原の戦いでは徳川秀忠の部隊に服属されたため本戦には参加せず、上田合戦において、上田を迂回し関ヶ原に急ぐよう秀忠に口上した。関ヶ原の戦いの後、徳川家康から尾張国中島郡7百石を配された。
大坂の陣において松平忠直隊に服属し、真田丸の戦いにて討死した。子の藤次郎と藤十郎も父と共に討死している。
その後、勝長の三男服部藤三郎が服部氏を名乗り、服部氏の名跡を継いでいる。